# 似蜥歐白魚
似蜥歐白魚（学名：Alburnus chalcoides）為輻鰭魚綱鯉形目雅羅魚科歐白魚屬的其中一種，廣泛分布於歐亞大陸，從多瑙河、黑海、裏海至鹹海淡水、半鹹水流域，本魚體細長且側扁，吻尖，口端位，側線明顯，側線鱗57-70枚，背鰭鰭條8-9枚，臀鰭鰭條15-19枚，尾鰭叉形，體長可達40公分，棲息河川在底中層水域，會進行季節性洄游，屬肉食性，小型甲殼類動物、蠕蟲、軟體動物、昆蟲幼蟲、昆蟲和小魚為食，繁殖期在5月至7月，雄魚聚集在快速流動的帶有礫石底部的溪流中的產卵點，雌魚到達後並產下大約兩萬個粘在石頭和礫石上的卵。卵約在兩三天後孵化，幼魚在礫石中停留十天，然後移動到靜水區和淺灘，以浮游動物、昆蟲幼蟲和藻類為食。幼魚在秋季或次年春季順流洄游，可做為食用魚及養殖魚類。

## 扩展阅读
維基物種上的相關：似蜥歐白魚